# Writers Guild of America

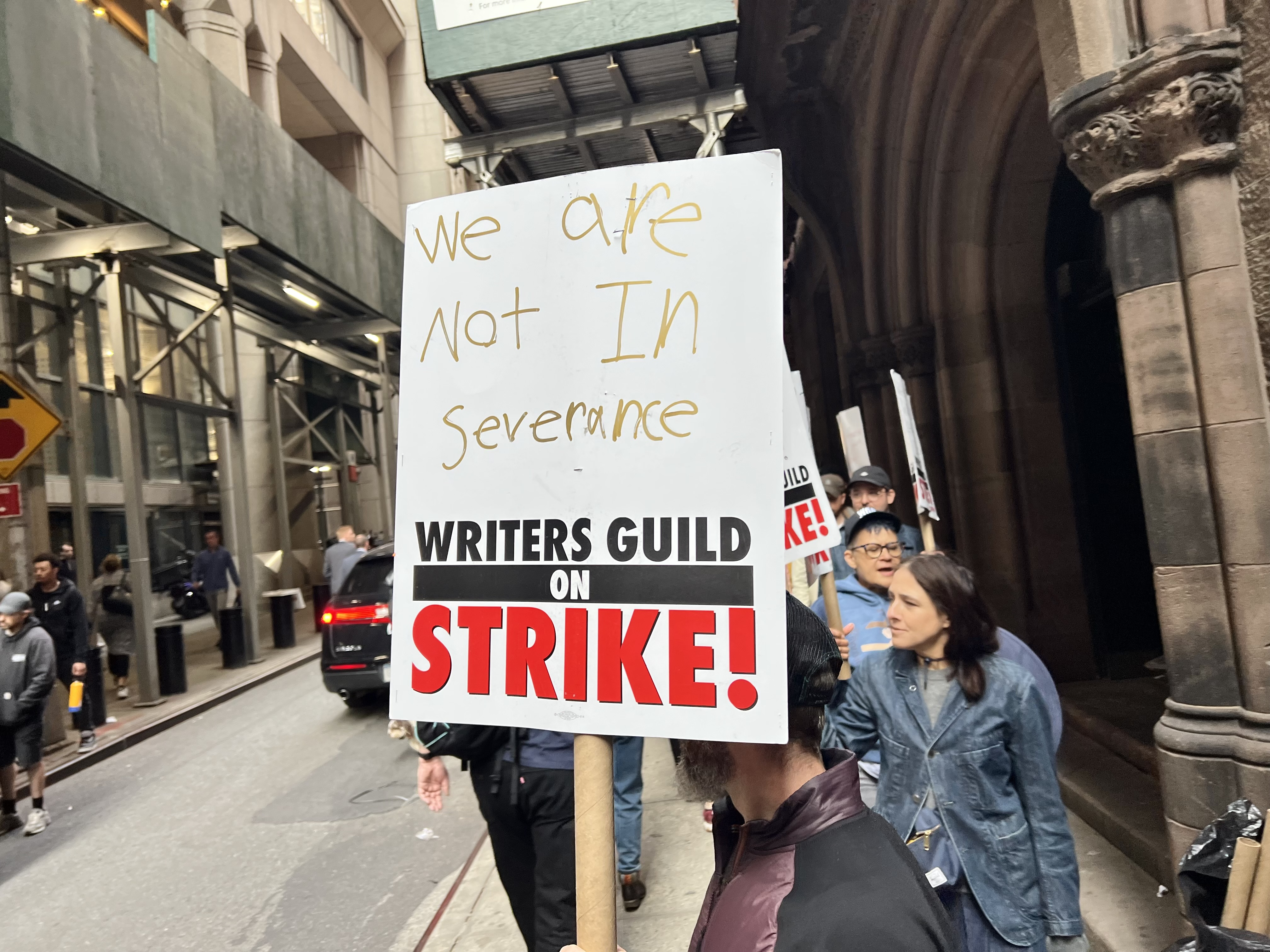
Ligne de piquetage formée par des écrivains en grève à New York. À l'extérieur, sur le lieu de tournage de l'émission télévisée Disney+ des studios Marvel, Daredevil : Born Again (titre de tournage/projet d'Out the Kitchen). Le panneau indique « We are not in severance » au-dessus de la « Writers Guild on strike! », logo en référence à la populaire émission de télévision Severance.

La Writers Guild of America désigne deux syndicats de scénaristes américains. Ces deux syndicats collaborent entre eux et protègent les droits d'auteur des scénaristes, tout en les favorisant, dans le domaine du cinéma, de la télévision, de la radio et des médias en ligne ; ils sont respectivement identifiés de la façon suivante :
- « The Writers Guild of America, East » (WGAE), basé à New York, représente les scénaristes de la région et est affilié à l'AFL-CIO ;
- « The Writers Guild of America, West » (WGAW), basé à Los Angeles, représente les scénaristes de la région de Hollywood et du Sud de la Californie.

Bien que ces syndicats soient indépendants l'un de l'autre, ils organisent des activités ou actions communes, comme la signature de contrats et la coordination de grèves.
Ces syndicats très puissants ont connu des grèves à Hollywood en 1960, en 1988, de 2007 à 2008 et en 2023.

## Origines et fondation
Les deux organisations de la Writers Guild of America ont été créées en 1954 après la fusion de groupes d’autres syndicats d’écrivains.
La Authors Guild (AG) a été fondée en 1912 en tant que Ligue des auteurs d’Amérique (ALA) pour représenter les auteurs de livres et de magazines, ainsi que les dramaturges.
En 1921, la Dramatists Guild of America (en) se sépare de l'AG pour représenter les scénaristes de théâtre et, plus tard, les dramaturges de radio. La même année, la Screen Writers Guild (en) (SWG) est formée pour représenter les scénaristes de films, mais fonctionne principalement jusqu’en 1933 comme une organisation sociale affiliée à l’AG ; elle prend ensuite un rôle plus actif dans les négociations syndicales.
En 1948, avec l’émergence de l’industrie de la télévision, la SWG et un groupe nommé « Television Writers Group », rattaché à l’AG, commencent à représenter les scénaristes de télévision.
En raison de la complexité croissante constituée par la défense des droits des auteurs dans les nombreux domaines de l’écriture, ces syndicats décident de se réorganiser en 1954 :
- la Authors Guild et la Dramatists Guild of America continuent de représenter les écrivains publiant leurs œuvres ;
- le SWG disparaît, et ceux qui travaillent dans le cinéma, la télévision et la radio sont représentés par deux nouvelles syndicats ayant chacune leur siège social sur la côte atlantique ou pacifique, la WGAE sur la côte est et la WGAW sur la côte ouest[1],[2],[3].

## Activités communes
Bien que les WGAE et WGAW fonctionnent chacune indépendamment l'une de l'autre, elles organisent ensemble des activités communes comme :
- les Writers Guild of America Awards qui récompensent annuellement les scénarios de qualité au cinéma, à la télévision et à la radio, qu'elles soient fictionnelles ou non. La première cérémonie (en) des Writers Guild of America Awards s'est tenue en 1949 pour récompenser les meilleurs scénaristes de 1948[4]. La cérémonie est présentée simultanément sur chaque côte[5] ;
- le système de financement d'écriture de scénario de la WGA (en) est utilisé pour déterminer qui peut recevoir des financements pour écrire des scénarios de cinéma, de télévision de théâtre ou de tout autre média, sous l'étiquette de la WGA ; les deux syndicats sont les arbitres finaux pour confirmer ces choix[6],[7] ;
- le service WGA d'enregistrement de scénario (en) est géré par les deux syndicats pour établir la date de début de la propriété littéraire ;
- les deux syndicats sont membres de la Coordination internationale des syndicats de scénaristes (en).

## Les 101 plus grands scénarios de films
Le WGA a établi un classement des 101 plus grands scénarios de films.
1. Casablanca
2. Le Parrain
3. Chinatown
4. Citizen Kane
5. Ève
6. Annie Hall
7. Boulevard du crépuscule
8. Network : Main basse sur la télévision
9. Certains l'aiment chaud
10. Le Parrain, 2e partie
11. Butch Cassidy et le Kid
12. Docteur Folamour
13. Le Lauréat
14. Lawrence d'Arabie
15. La Garçonnière
16. Pulp Fiction
17. Tootsie
18. Sur les quais
19. Du silence et des ombres
20. La vie est belle
21. La Mort aux trousses
22. Les Évadés
23. Autant en emporte le vent
24. Eternal Sunshine of the Spotless Mind
25. Le Magicien d'Oz
26. Assurance sur la mort
27. Un jour sans fin
28. Shakespeare in Love
29. Les Voyages de Sullivan
30. Impitoyable
31. La Dame du vendredi
32. Fargo
33. Le Troisième Homme
34. Le Grand Chantage
35. Usual Suspects
36. Macadam Cowboy
37. Indiscrétions
38. American Beauty
39. L'Arnaque
40. Quand Harry rencontre Sally
41. Les Affranchis
42. Les Aventuriers de l'arche perdue
43. Taxi Driver
44. Les Plus Belles Années de notre vie
45. Vol au-dessus d'un nid de coucou
46. Le Trésor de la Sierra Madre
47. Le Faucon maltais
48. Le Pont de la rivière Kwaï
49. La Liste de Schindler
50. Sixième Sens
51. Broadcast News
52. Un cœur pris au piège
53. Les Hommes du président
54. Manhattan
55. Apocalypse Now
56. Retour vers le futur
57. Crimes et Délits
58. Ordinary People
59. New York-Miami
60. L.A. Confidential
61. Le Silence des agneaux
62. Éclair de lune
63. Les Dents de la mer
64. Tendres Passions
65. Chantons sous la pluie
66. Jerry Maguire
67. E.T., l'extra-terrestre
68. Star Wars
69. Un après-midi de chien
70. L'Odyssée de l'African Queen
71. Le Lion en hiver
72. Thelma et Louise
73. Amadeus
74. Dans la peau de John Malkovich
75. Le train sifflera trois fois
76. Raging Bull
77. Adaptation
78. Rocky
79. Les Producteurs
80. Witness
81. Bienvenue, mister Chance
82. Luke la main froide
83. Fenêtre sur cour
84. Princess Bride
85. La Grande Illusion
86. Harold et Maude
87. Huit et demi
88. Jusqu'au bout du rêve
89. Forrest Gump
90. Sideways
91. The Verdict
92. Psychose
93. Do the Right Thing
94. Patton
95. Hannah et ses sœurs
96. L'Arnaqueur
97. La Prisonnière du désert
98. Les Raisins de la colère
99. La Horde sauvage
100. Memento
101. Les Enchaînés